# Mielec
Mielec je město v jihovýchodním Polsku v Podkarpatském vojvodství v okrese Mielec. Leží na řece Wisłoką, pravém přítoku Visly. Ve 20. století se stal průmyslovým střediskem, kde se rozvinul zejména letecký a automobilový průmysl. Roku 1936 vznikla státní letecká továrna PZL (Polskie Zakłady Lotnicze), přejmenovaná na WSK Mielec, dnes opět PZL, největší polská letecká továrna.
V roce 2024 zde žilo 56 972 obyvatel, čímž bylo čtvrtým největším městem vojvodství.

## Dějiny

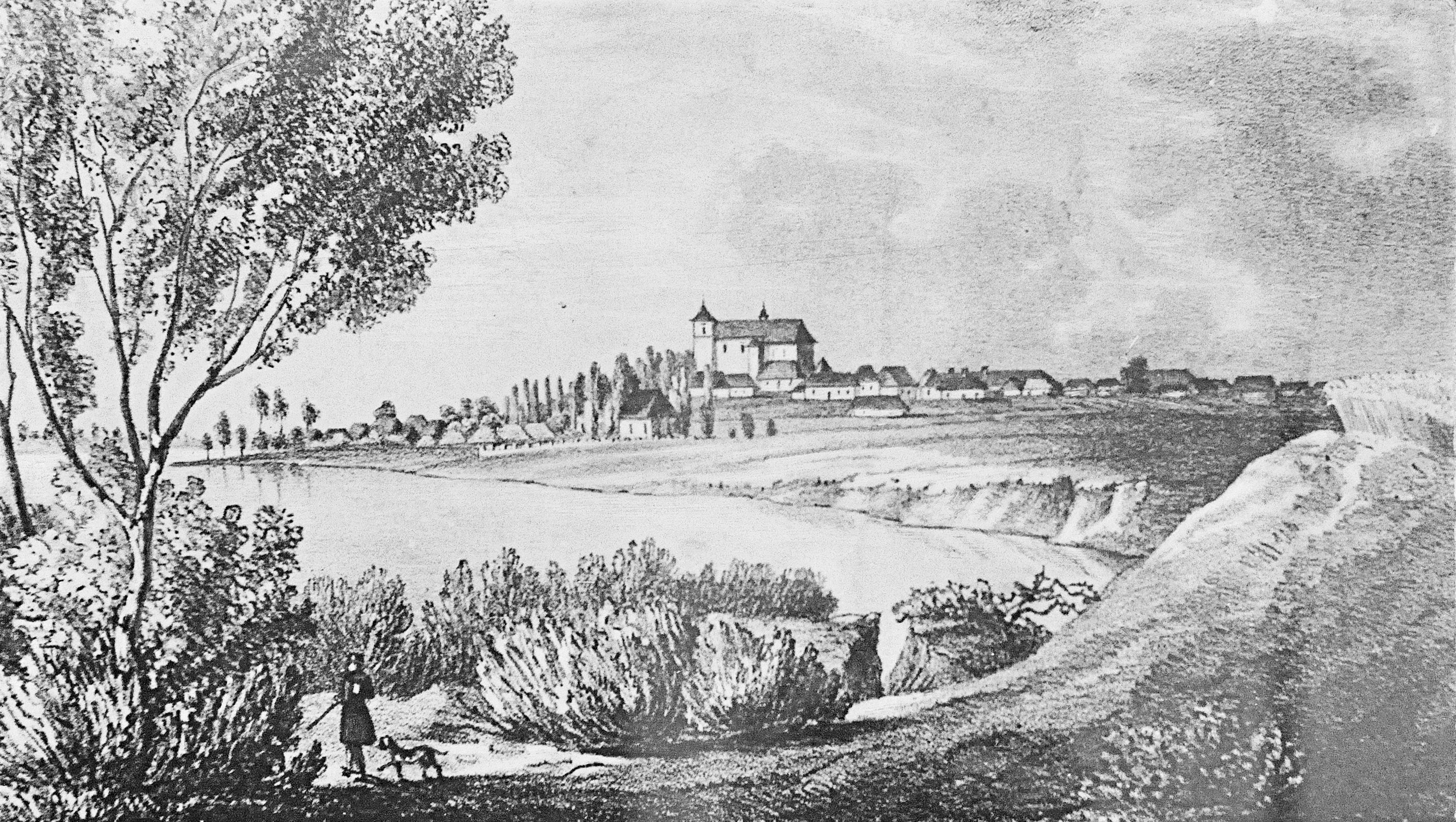
Maciej Bogusz Stęczyński, Mielec roku 1847

První zmínky o městě pocházejí z 20. let 13. století, kolem roku 1373 byla založena katolická farnost. Status města přidělil král Kazimíra IV. v roce 1457. Klíčovou roli v rozvoji města tehdy hrál šlechtický rod Mieleckých, po němž město nese jméno. Mielečtí učinili z města centrum středověkého obchodu, který byl napojen zejména na Krakov. Přelomem se stala třicetiletá válka, kdy švédská vojska město poničila. Bylo znovu vystavěno, ale rozvoj se výrazně zpomalil. To se příliš nezlepšilo ani s rakouským záborem této části Polska (1772–1918), ačkoli v roce 1853 město bylo povýšeno na krajské město.
Silným impulsem pro rozvoj bylo zahrnutí Mielece do tzv. centrální průmyslové oblasti (Centralny Okręg Przemysłowy) v období mezi dvěma světovými válkami a výstavba státního leteckého závodu v letech 1937–1939. Avšak záhy přišla druhá světová válka a další velká zkáza. Nacisté masově vyvražďovali zdejší Židy v hangárech letecké továrny, válku nepřežila asi polovina židovské komunity Mielece. Ti, co přežili, byli využíváni k otrockým pracím v letecké továrně, kde se pro wehrmacht vyráběly bombardéry Heinkel He 111 a He 117. Někteří přeživší se po válce nemohli vrátit pro odpor místního obyvatelstva a jeho antisemitismus.
Po druhé světové válce se továrna WSK (Wytwórnia Sprzętu Komunikacyjnego) stala jedním z největších polských průmyslových podniků, vyráběla letadla, automobily, motory, palivové přístroje, elektromobily Melex atp. Rostl také počet obyvatel, na konci 80. let překročil 60 tisíc. Politické a hospodářské změny v Polsku po roce 1989 WSK, závislý na exportu do SSSR, oslabily a roku 1999 firma nakonec zkrachovala. To vedlo už od začátku 90. let k růstu nezaměstnanosti. Vláda proto v roce 1995 v Mielci zřídila zvláštní ekonomickou zónu Euro-Park Mielec, vůbec první v Polsku. Díky ní se průmysl ve městě znovu postavil na nohy, dnes se zde vyrábějí mj. vrtulníky Sikorsky UH-60 Black Hawk pro síly NATO.

## Podnebí
Město má příznivé klima, typická je kombinace teplého léta a mírné zimy, je to jedno z nejslunnějších míst v Polsku. Vegetační období trvá asi 220 dnů. Významný vliv na klima má velký lesní komplex (jihozápadní část Sandoměřského lesa), jenž vytváří přirozený štít města ze severu a východu.
Půda ve městě a okolí vykazuje značné rozdíly. V údolí Wisłoki je úrodná lužní půda, na severovýchodě převládají písky. Ve východní části města jsou rašeliny, využívané také pro léčebné účely.

## Galerie

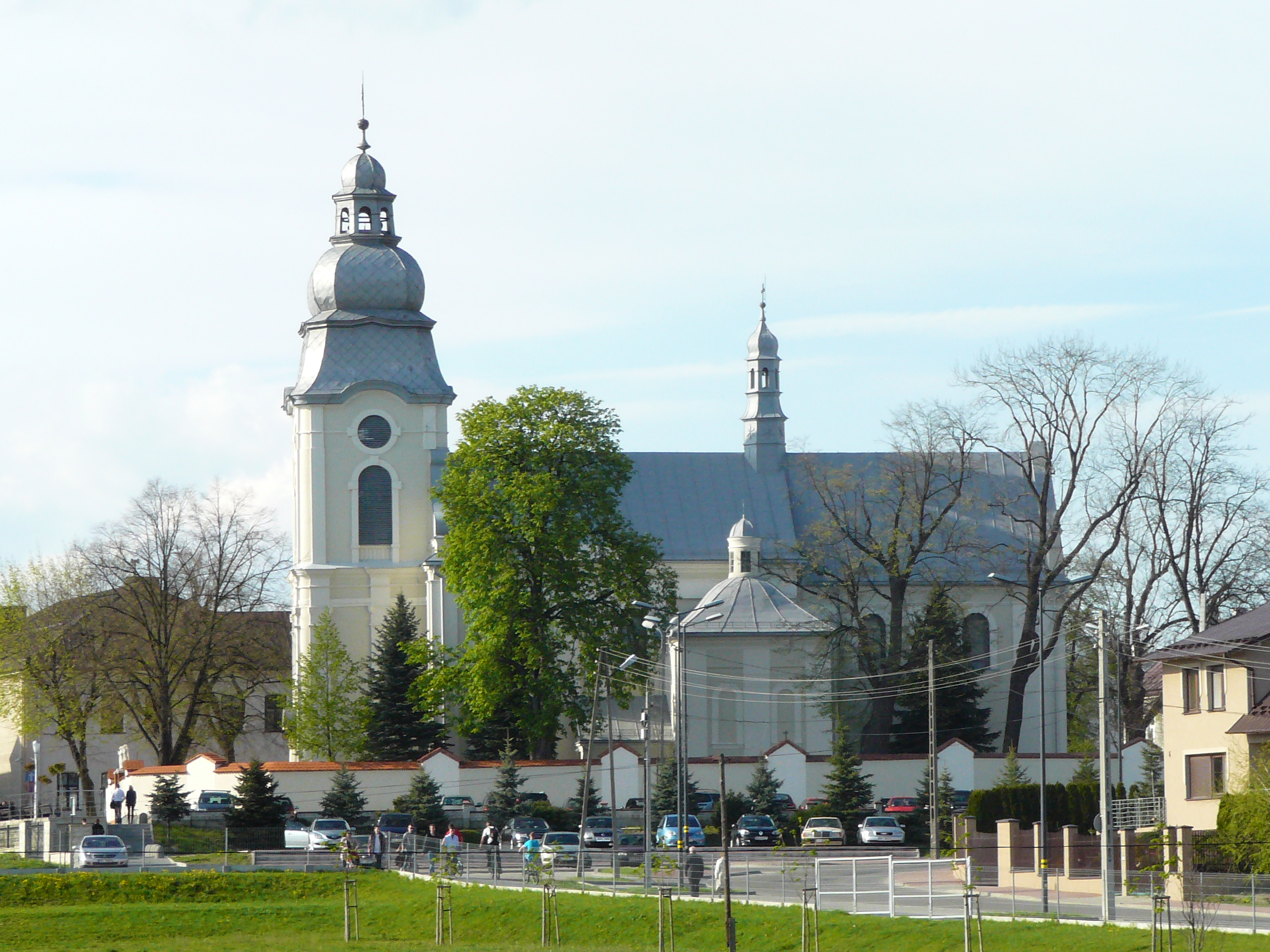
Bazilika sv. Matouše
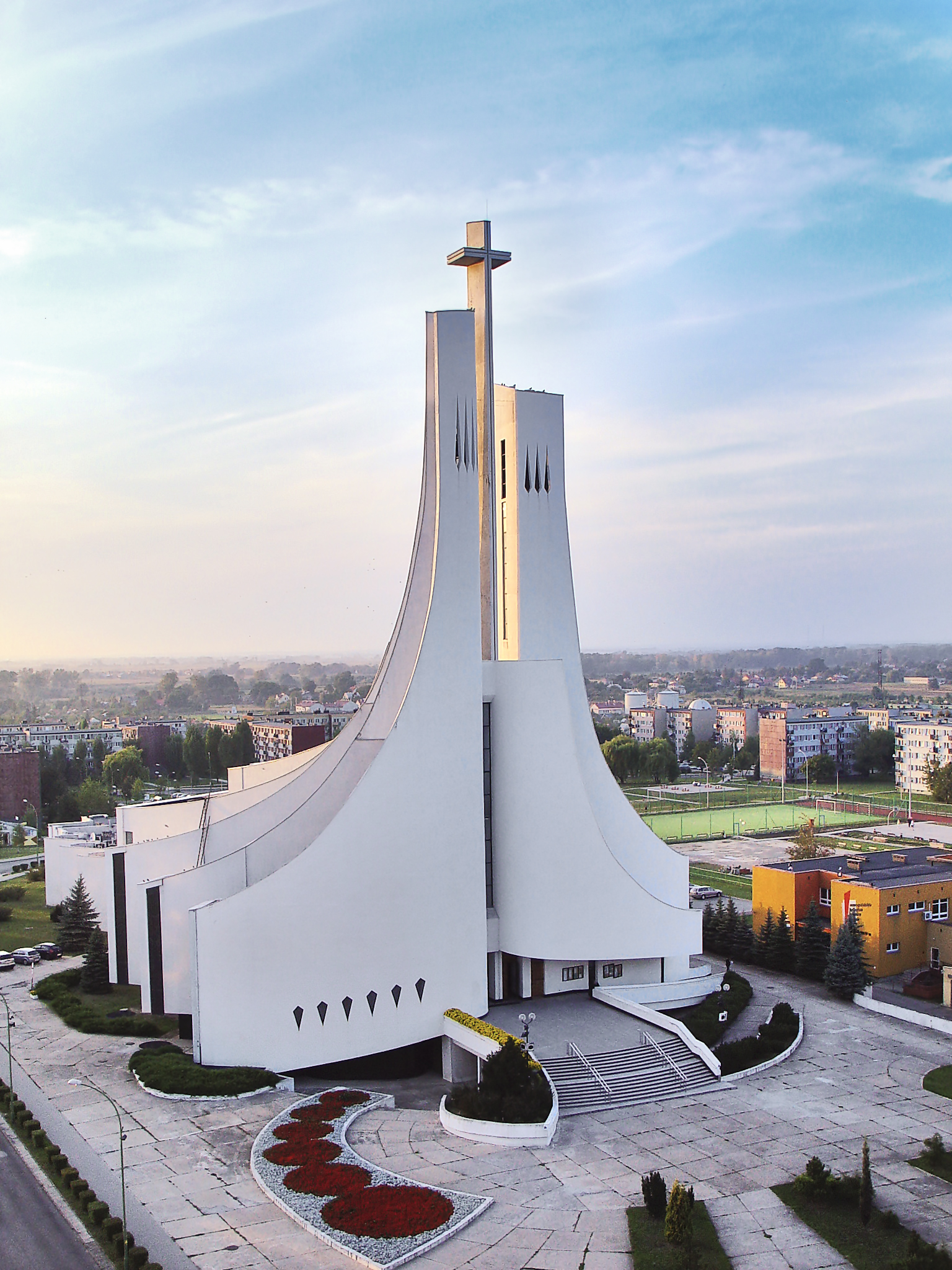
Kostel svatého Ducha
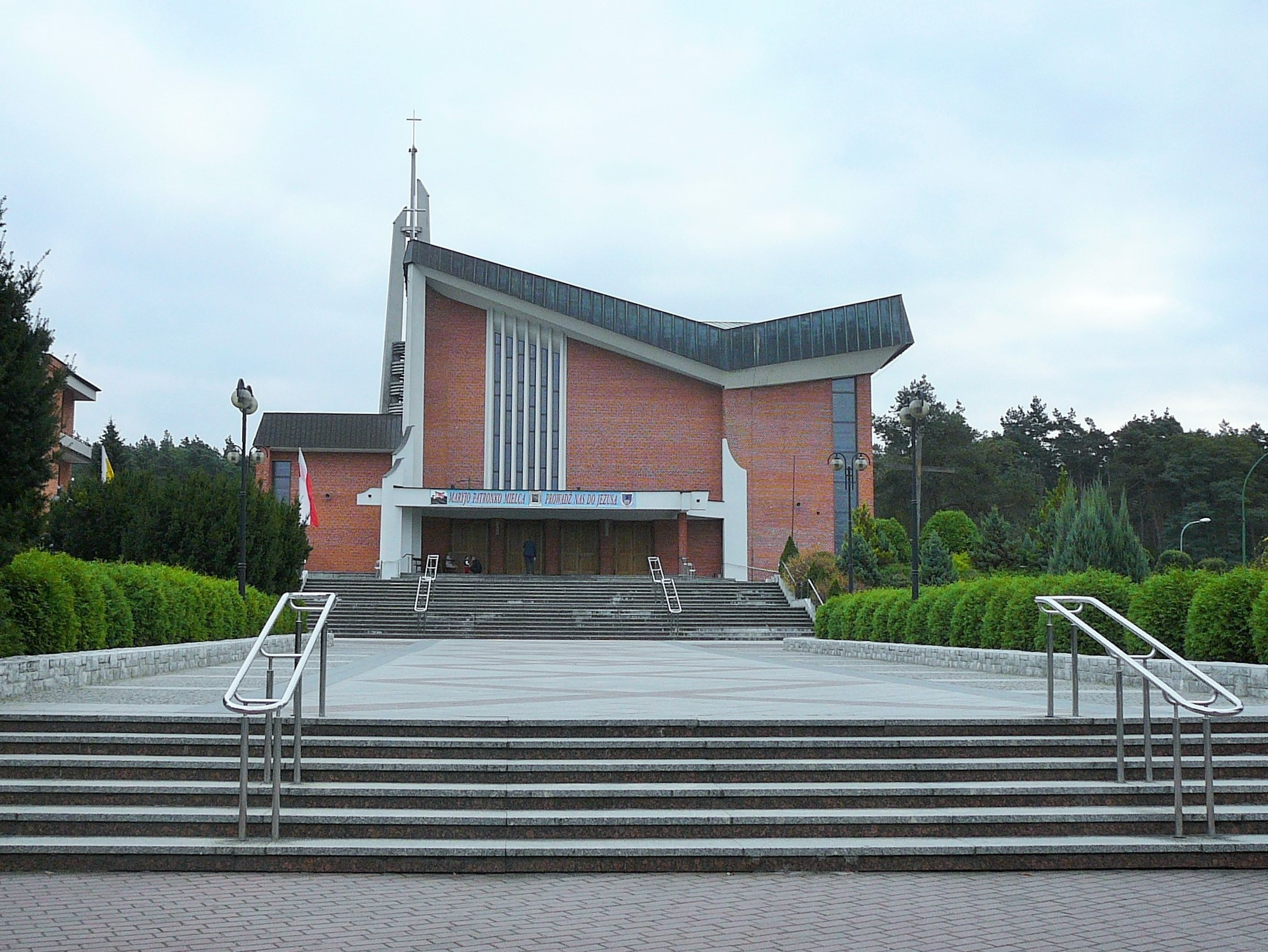
Kostel P. Marie ustavičné pomoci
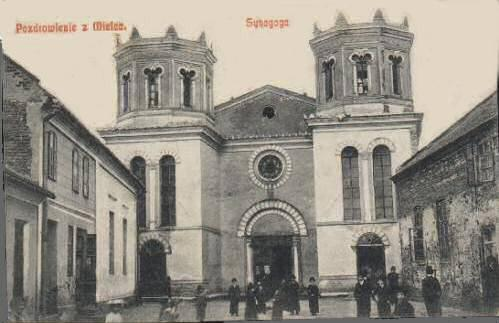
Synagogu zbořili nacisté